# Hof van Cortenbach (Mechelen)

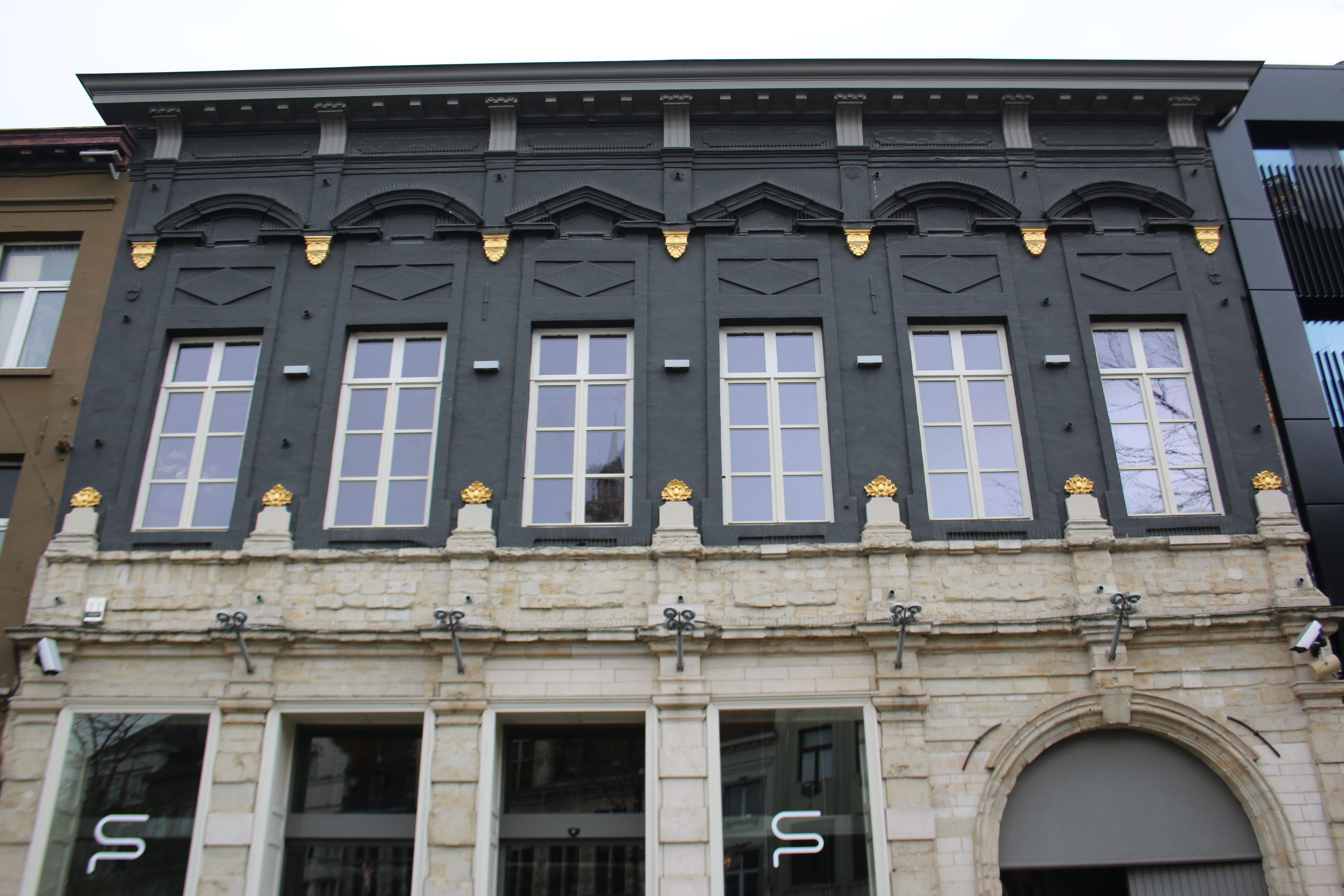
Hof van Cortenbach

Het Hof van Cortenbach is een 16e-eeuws stadspaleis gelegen aan de Korenmarkt in Mechelen.
Het paleis met een huiskapel en monumentale schouw werd tussen 1520 en 1530 gebouwd in opdracht van Jan IV van Cortenbach. Zijn vader, Ywein van Cortenbach, had eind 15e eeuw het huis Den Drake (later Den Breckpot) aangekocht. Het stadspaleis werd opgetrokken op de binnenplaats van dat huis in traditionele bak- en zandsteenstijl onder steile zadeldaken. In 1660 werd een puntgevel met een beeldhouwwerk Sint-Joris te paard gebouwd in opdracht van de daar gevestigde boogschuttersgilde. Het beeld van Lucas Faydherbe werd in 1798 door de Fransen verwijderd. In 1818 werd een afspanning met de naam Frankfort ingericht. In 1843 woedde er een dakbrand in het gebouw.
Het is beschermd als monument in 1982. Na jaren van leegstand en verkrotting werd het pand in 2013 aangekocht door de stad Mechelen en in 2016 werd gestart met de restauratie.